# ソフィー・オコネドー
ソフィー・オコネドー（Sophie Okonedo、CBE、1969年8月2日 - ）は、イギリス・ロンドン出身の女優。

## 来歴
父親はナイジェリア人、母親はアシュケナージ・ユダヤ人である。彼女が生まれてしばらくしてから父親が家族の元を去ったため、母親に育てられる。シナゴーグにも通っていたという。
ケンブリッジ大学と英国王立演劇学校で学んでいる。卒業後に舞台やテレビで活躍し、1990年代後半から本格的に映画に出演しはじめた。
2004年の『ホテル・ルワンダ』でアカデミー助演女優賞にノミネートされた。
2014年にデンゼル・ワシントン共演でロレイン・ハンズベリー作『ア・レーズン・イン・ザ・サン』でブロードウェイ・デビューを飾り、高く評価されトニー賞最優秀女優賞を受賞。2016年にイヴォ・ヴァン・ホーヴェ演出でアーサー・ミラー作『るつぼ』でキアラン・ハインズやシアーシャ・ローナンと共演し、再び同賞の候補になった。
私生活では、アイルランド人映画編集者との間に娘が一人いる。
2010年に大英帝国勲章第四位OBE、2018年には同章第三位CBEを叙勲している。

## フィルモグラフィー

### 映画
| 年   | 邦題/原題                                                       | 役名                   | 備考                 |
| ---- | --------------------------------------------------------------- | ---------------------- | -------------------- |
| 1991 | ヤング・ソウル・レベルズ Young Soul Rebels                      | トレイシー             |                      |
| 1995 | GO NOW Go Now                                                   | ポーラ                 |                      |
| 1995 | ジム・キャリーのエースにおまかせ Ace Ventura: When Nature Calls | ワチャタイ酋長の娘     |                      |
| 1997 | ジャッカル The Jackal                                           | ジャマイカの女性       |                      |
| 2002 | 堕天使のパスポート Dirty Pretty Things                          | ジュリエット           |                      |
| 2004 | ホテル・ルワンダ Hotel Rwanda                                   | タチアナ・ルセサバギナ |                      |
| 2005 | イーオン・フラックス Æon Flux                                   | シサンドラ             |                      |
| 2006 | アレックス・ライダー Stormbreaker                               | ミセス・ジョーンズ     |                      |
| 2006 | TSUNAMI 津波 Tsunami: The Aftermath                             | スージー・カーター     | テレビ映画           |
| 2008 | Skin                                                            | サンドラ・ライング     |                      |
| 2008 | リリィ、はちみつ色の秘密 The Secret Life of Bees                | メイ・ボートライト     |                      |
| 2013 | アフター・アース After Earth                                    | ファイア・レイジ       |                      |
| 2018 | プーと大人になった僕 Christopher Robin                          | カンガ                 | 声の出演             |
| 2018 | ワイルド・ローズ Wild Rose                                      | スザンナ               |                      |
| 2019 | ヘルボーイ Hellboy                                              | レディ・ハットン       |                      |
| 2022 | ナイル殺人事件 Death on the Nile                                | サロメ・オッタボーン   |                      |
| 2023 | Heart of Stone                                                  |                        | ポストプロダクション |

### テレビシリーズ
| 年        | 邦題/原題                                             | 役名                               | 備考                              |
| --------- | ----------------------------------------------------- | ---------------------------------- | --------------------------------- |
| 2013      | エスケープ・アーティスト 無罪請負人 The Escape Artist | マーガレット・“マギー”・ガードナー | ミニシリーズ                      |
| 2016      | アンダーカバー Undercover                             | マヤ・コビーナ                     | ミニシリーズ                      |
| 2016      | ホロウ・クラウン/嘆きの王冠 Hollow Crown              | マーガレット・オブ・アンジュー     | ミニシリーズ、計3話出演           |
| 2018      | ワンダーラスト: 幸せになるためのセラピー Wanderlust   | アンジェラ                         | 計4話出演                         |
| 2020      | ラチェッド Ratched                                    | シャーロット・ウェルズ             | Netflixオリジナルシリーズ         |
| 2021      | モダン・ラブ Modern Love                              | エリザベス                         | Amazonオリジナルシリーズ          |
| 2021-2022 | ホイール・オブ・タイム The Wheel of Time              | シウアン・サンチェ                 | Amazonオリジナルシリーズ          |
| 2022-     | 窓際のスパイ Slow Horses                              | イングリッド・ティアニー           | Apple TV+オリジナルドラマシリーズ |